# اوکی‌یو-زوشی
اوکی‌یو-زوشی (به ژاپنی: 浮世草子 Ukiyo-zōshi) به معنای «داستانهای جهان فانی» نوعی کتاب‌های داستانی جدید بود که در دوره ادو رایج شد. اولین دسته اصلی داستان‌های محبوب ژاپنی است که بین دهه‌های ۱۶۸۰ و ۱۷۷۰ در کیوتو و اوساکا نوشته شده‌است. ادبیات اوکی‌یو-زوشی از نوع کانازوشی ساخته شد و در واقع در ابتدا به عنوان کانازوشی طبقه‌بندی می‌شد. اصطلاح «اوکی‌یو-زوشی» برای اولین بار در سال ۱۷۱۰ با اشاره به آثار عاشقانه یا اروتیک ظاهر شد، اما بعداً این اصطلاح به ادبیاتی اشاره داشت که موضوعات و جنبه‌های مختلف زندگی در دوره ادو را در بر می‌گرفت.
موضوع غالب این داستان‌ها خوشگذرانی، عیّاشی و خودکشی‌های عاشقانه است. این نوع داستان‌ها به شدّت در اجتماع به خصوص در شهر اوساکا طرفدار پیدا کرد و به تیراژ بالا چاپ شد.
زندگی مرد عاشق‌پیشه، نوشتهٔ ایهارا سایکاکو اولین اثر در این سبک محسوب می‌شود. در این اثر انتقاد از فحشا و تصویری از محله‌های تفریحی که در دهه‌های ۱۶۴۰ و ۱۶۵۰ محبوب بودند به چشم می‌خورد. نثر ایهارا سایکاکو دارای چنان کیفیتی است که برخی از منتقدان ادبی، او را در زمرهٔ برترین رمان‌نویسان تاریخ ادبیات ژاپن قرار می‌دهند.
پس از مرگ سایکاکو، برخی از نویسندگان برجسته‌ای، شاملِ نیشیزاوا ایپو، میاکو نو نیشیکی و هوجو دنسویی، تنها دانش‌آموز مستقیم سایکاکو در نوشتن این سبک رمان بودند. آخرین نویسنده مهم اوکی‌یو-زوشی، اجیما کیسکی، اهل کیوتو بود. در حالی که نوشته‌های کیسکی سبک و عمق نوشته‌های سایکاکو را نداشت، وی به دلیل ایجاد کتاب‌های «کاتاگی-مونو» یا شخصیت‌ها که در طول قرن هجدهم محبوب باقی ماند، اعتبار دارد. هر کتاب شامل حدود پانزده طرح بود که انواع مختلف مردم را توصیف می‌کرد.
در اواسط قرن هجدهم، ادو به مرکز فعالیت‌های ادبی تبدیل شده بود، و در حالی که تولید اوکی‌یو-زوشی تا حدود دهه ۱۷۷۰ ادامه داشت، این سبک پس از مرگ اجیما کیسکی راکد شد و به آرامی رو به زوال گذاشت.